# Anna Lührmann
Anna Lührmann född 14 juni 1983 är en tysk statsvetare och ledamot av förbundsdagen under perioden 2002–2009 samt sedan 2021.

## Biografi
Lührmann var åren 2002–2009 ledamot av det tyska parlamentet Bundestag. Hon påbörjade därefter studier i statsvetenskap vid University of Hagen där hon tog en BA-examen. Hon tog därefter en Msc-examen i genusvetenskap och fredsforskning vid Ahfad University for Women i Sudan, och en MA-examen i "Research Training in Social Sciences" vid Humboldt-universitetet i Berlin. År 2015 tog hon en PhD-examen vid samma universitet..
I augusti 2015 blev hon en del av V-Dem-Institutet vid Göteborgs universitet, där hon bland annat tillsammans med professor Staffan I. Lindberg genomfört studier av autokratiseringsperioder från 1900 fram till idag. Studierna baseras på data från "Varieties of Democracy", V-Dem, som är världens största forskningsdatabas över demokrati och demokratisk utveckling. Hennes forskningsområden innefattar demokratisk resiliens, autokrati, val, legitimitet hos regimer samt demokratiskt bistånd och Förenta Nationerna.
Lührmanns vetenskapliga publicering har (2025) enligt Scopus närmare 2 000 citeringar och ett h-index på 17.